# Лебедев, Виталий Васильевич
Виталий Васильевич Лебедев (род. 2 апреля 1954, Выборг, Ленинградская область, СССР) — советский футболист, полузащитник, российский тренер.
Переехал из Выборга в Ленинград в 1969 году, поступил в школу тренеров, оказался в дубле «Зенита», где начал по-настоящему заниматься футболом. В основной команде дебютировал 14 августа 1974 года в домашнем матче с «Пахтакором», выйдя после перерыва, в 1975 году провёл ещё семь матчей. Позже играл за «Динамо» Ленинград (1975—1978) и «Зенит» Ижевск (1979—1980), после чего в 26 лет закончил карьеру.
В 1976 году окончил Ленинградский институт физической культуры имени Лесгафта. Работал тренером в командах «Стрела» (Челябинск) (1989), «Космос-Кировец» (1992), «Дружба» Майкоп (1992—1993), «Зенит» СПб (1995—1997), «Петротрест» (2005), «Краснодар-2» (2009).
Главный тренер «Северстали» (2001) и «Локомотива» СПб (2003—2004, КФК).
Работал в различных детско-юношеских клубах Санкт-Петербурга, в том числе в СДЮШОР «Зенит» и «Смена». C 2010 года — тренер в СДЮШОР «Зенит».
В 1998 и 2007 годах удостаивался титула «лучший юношеский тренер года в России».